# Caulolatilus guppyi
Caulolatilus guppyi är en fiskart som beskrevs av Charles William Beebe och Tee-van, 1937. Caulolatilus guppyi ingår i släktet Caulolatilus och familjen Malacanthidae. Inga underarter finns listade i Catalogue of Life.